# Lotus Cars

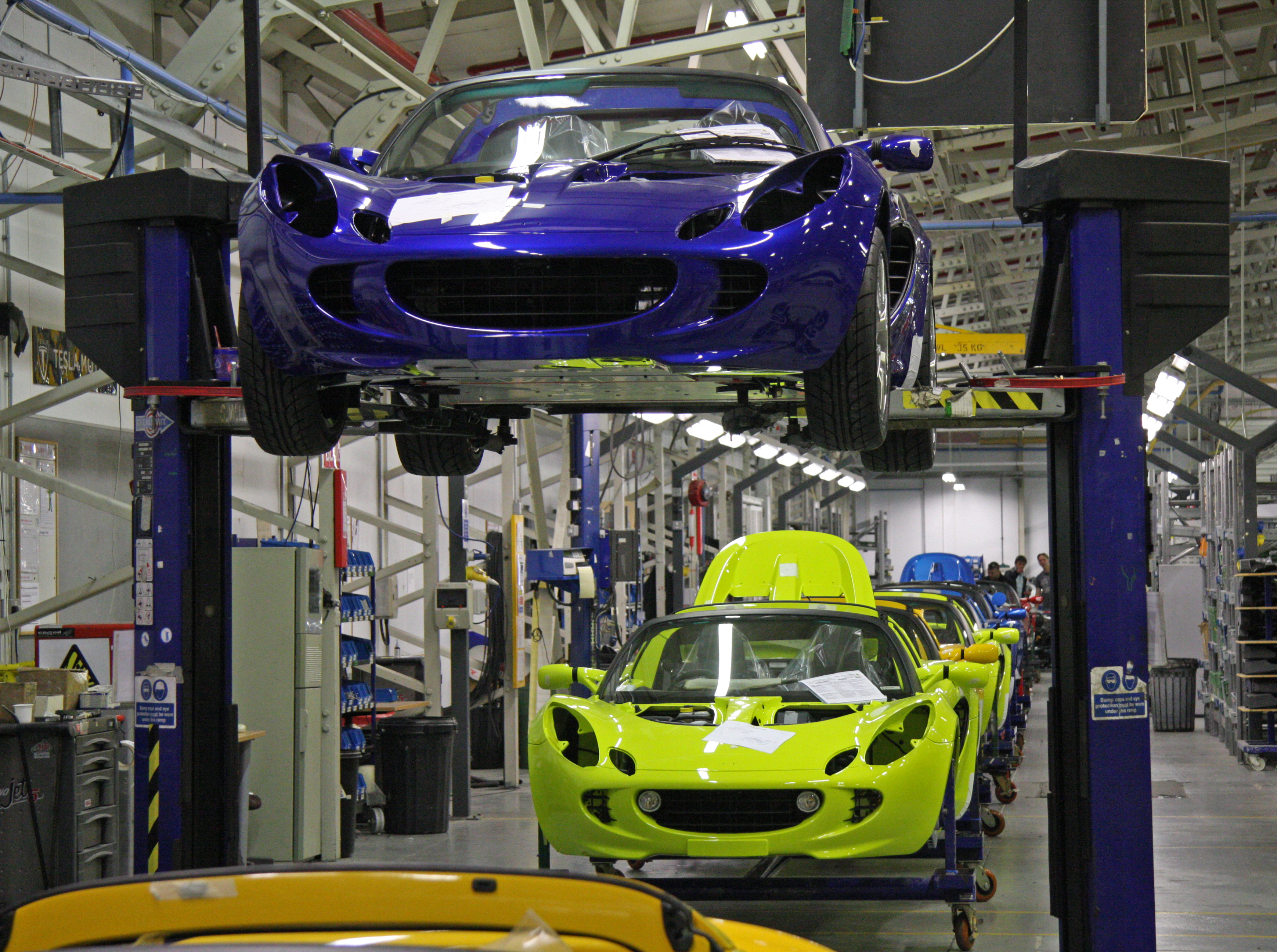
Lotusok a végső összeszerlés állapotában

A Lotus Cars egy angol autógyártó vállalat, ami sport- és versenyautókra specializálódott, központja Hethelben, Norfolk megyében van Nagy-Britanniában, jelenleg a malajziai Proton leányvállalata. Figyelemre méltó típusok a Lotus modelljei közül például az Esprit, az Elan, az Europa és az Elise, a Team Lotus pedig a Formula–1-ben ért el sikereket. A Lotus Cars hetheli főhadiszállása a II. világháborúig RAF légibázisként működött. A vállalat által tervezett autók mind kis súlyukról és kiváló vezethetőségükről híresek. A vállalat ezenkívül tulajdonosa a mérnöki konzultációval foglalkozó Lotus Engineering-nek is, ami az Egyesült Királyságban, az USA-ban, Kínában és Malajziában rendelkezik létesítményekkel.
A Lotus jelenleg a DRB-HICOM konzorcium tulajdonában áll a Protonon keresztül, akik egy csőd után vásárolták fel őket az előző tulajdonostól, Romano Artiolitól 1996-ban.

## Történelem
A vállalatot Lotus Engineering Ltd. néven alapította Colin Chapman és Colin Dare 1952-ben, mikor még mindketten a londoni University College hallgatói voltak. A négy betű a logó közepén az alapító teljes nevének, Anthony Colin Bruce Chapman kezdőbetűit takarja. Amikor a logó készült, Colin Chapman eredeti partnerei Michael és Nigel Allen voltak, akiket sikerült meggyőznie afelől, hogy a négy betű valójában a Colin Chapman és az Allen Brothers kezdőbetűi.
Az első üzem a Railway Hotel mögött lett kialakítva egy régi istállóban, Hornsey-ben, Észak-Londonban. A Team Lotus már 1954-ben kivált a Lotus Engineeringből és aktív résztvevője volt a Formula–1-nek 1958 és 1994 között. A Lotus Group of Companies-t 1959-ben alapították meg, a Lotus Cars Limited és a Lotus Components Limited összevonásával, és leginkább utcai autókra és egyedi versenyautók gyártására összpontosított. A Lotus Components Limited 1971-ben Lotus Racing Limited lett 1971-ben, de az újonnan átnevezett vállalat még abban az évben megszüntette a működését.
A vállalat 1959-ben á régi istállóból átköltözött egy erre a célra épített gyárba Cheshuntba, majd 1966-ban elfoglalta a RAF légibáziást Hethelben és azóta is itt székel a főhadiszállásuk. A régi RAF légibázis előnyei közé tartozott, hogy a régi leszállópálya bizonyos részeit tesztpályaként tudták hasznosítani.
Ezekben a korai években a Lotus leginkább a versenyzőket célozta meg autóival. A sima közúti autóikat ekkoriban leginkább kitben lehetett megvásárolni, e megoldást az indokolta, hogy az akkori adószabályok miatt így spórolni lehetett a forgalmi adón. A kit-korszak a 70-es évek elején ért véget, a Lotus Elan +2 volt az első közúti autója a Lotusnak, amit nem kitként forgalmaztak és a Lotus Eclat valamint a Lotus Elite a 70-es évek közepére csak gyárban összeszerelt változatként állt a vásárlók rendelkezésére.
Az igazi áttörést az értékesítésben a 60-as években hozta el a Lotusnak a kétüléses Elan, amit később plusz két üléssel 2+2 üléses coupéként gyártották. A Lotus már ebben a korszakban is ismert volt arról, hogy üveggyapotot használt a karosszéria építéshez, valamint kettős vezérműtengelyű motorokat építettek autóikba. Utóbbival eredetileg a Coventry Climax látta el őket, de később helyettesítették ezt Lotus-Ford motorokkal (a blokk Ford volt, a szelep viszont Lotus fejlesztés). A Lotus a Forddal közösen alkotta meg a Lotus Cortinát (bár elterjedtebb neve Ford Cortina Lotus volt), ami egy kedvelt sportszedán volt.
Egy másik sikeres Lotus az 1966 – 1975 között gyártott kétüléses Europa volt, amit kizárólag az európai piacra gyártottak, amit gerincalvázzal, könnyített karosszériával és középmotorosként autóként gyártottak, eredetileg Renault motorral, később pedig a közös fejlesztésű kettős vezérműtengellyel rendelkező Lotus-Ford motorral, mint amit az Elanban is használtak.
A Lotus Sevent az 50-es években kezdték el gyártani, eredetileg egy egyszerű, nyitott, könnyűsúlyú kétüléses autóként gyártották egészen a 70-es évekig. Utána eladták a Seven jogait a Caterhamnek, aki azóta is a mai napig gyártja a Sevent.
A 70-es évek közepére a Lotus egyre inkább elmozdult a felsőkategóriás autók irányába, ennek a folyamatnak a jelzői az Elite és az Eclat modellek piacra dobása. Mindkettő négyüléses autó volt, amit a korszakhoz képest a lehető legtöbb extrával szereltek fel, választható volt hozzájuk légkondicionáló és automata sebességváltó is. A középmotoros elrendezés élt tovább a Lotus Espritben, ami a márka egyik legtovább gyártott és legikonikusabb darabja lett. A Lotus időközben kifejlesztette a saját négyhengeres DOHC-motorját, a Lotus 900-as szériát, amiből később V8-as és turbófeltöltött változat is megjelent az Espritben.
A 900-as motorok különböző változataival látták el a Jensen Motors által gyártott Jensen Healey sportautókat a 70-es években, később a 80-as években pedig a Chrysler Sunbeam-et. A 80-as években továbbá együttműködtek a Vauxhall Motors-szal, aminek eredménye lett a Lotus Carlton, a leggyorsabb utcai Vauxhall autó.

### Pénzügyi nehézségek és Chapman halála
A 80-as évekre a Lotus-csoportnak komoly pénzügyi nehézségei támadtak, a termelés évi 1200 autóról leesett 383 darabra. A visszaesésnek összetett okai voltak, az egész világ épp recesszióban volt, emellett a Lotus elvesztette a legfontosabb piacának számító Egyesült Államokat, valamint a modellpalettájukat se tudták kellő mértékben frissíteni.
1982 elejére Chapman tető alá hozott egy egyezséget a Toyotával, mely alapján szellemi tulajdont és szakértelmet cseréltek. Ennek során a Lotus Engineering segített kifejleszteni a második generációs Toyota Suprát, amit más néven Toyota Celica XX-ként ismernek. Emellett hozzásegítette a Lotust, hogy piacra dobhassa a Lotus Excelt, ami az Eclatot váltotta fel. Azzal, hogy a Toyota hajtásláncát használta fel a Lotus, az új Excel 1.109 fonttal lett olcsóbb, mint a leváltandó Eclat.
Eközben Chapman azon dolgozott, hogy újra felépítsék az észak-amerikai értékesítést, ennek kapcsán vette fel a kapcsolatot a jogász professzor és befektetési banki tanácsadó Joe Biancóval, aki egy új és különálló észak-amerikai Lotus értékesítő vállalat létrehozását javasolta. Azzal, hogy megalkottak egy addig precedens nélküli adó-ösztönző mechanizmust (mely során a befektetők egy különleges, személyre szabott Lotus Turbo Espritet kaptak), az új amerikai vállalat, a Lotus Performance Cars Inc. (továbbiakban LPCI) képes volt új tőkét biztosítani a Group Lotusnak az Egyesült Királyságban. A Ferrari korábbi észak-amerikai menedzsere, John Spiech volt a feje az LPCI-nek, aki megkezdte a különleges Giugiaro által tervezett Turbo Espritek importálását az USA-ba, ezek után az eladások az USA-ban rögtön háromszájegyűvé váltak éves szinten.
Chapman szívroham következtében hunyt 1982. december 16-án, alig 54 évesen. Életét egy szegény fogadós fiaként kezdte, és végül Anglia egyik meghatározó multimilliomosaként távozott az élők sorából. Halálakor a Lotus több ezer sikeres versenyautót, megannyi népszerű utcai autót gyártott már és hétszer nyerték el a Formula–1 világbajnoki címet.
Halálakor mind Chapman, mind a Lotus kapcsolódott a DeLorean Motor Company botrányához az állami támogatások felhasználása miatt, ugyanis a DeLorean DMC-12 fejlesztését a brit kormány is támogatta, aminek az alvázát a Lotus fejlesztette. Miután nagy mennyiségű pénz tűnt el a DeLorean vállalattól, a Lotust kezdték el ostromolni az Inland Revenue felügyelői, akik végül 84 millió fontot zároltak a Lotustól. Chapman még azelőtt halt meg, hogy az egész ügyet felgöngyölítették volna, de Fred Bushell, a Lotus könyvelőjének tárgyalásán a bíró ahhoz tartotta magát, hogy ha Chapman is részt tudott volna venni a tárgyaláson, a büntetése legalább 10 év szabadságvesztés lett volna.
1983-ban, amikor a Group Lotus feje fölött ott lebegett a csőd, a könyvelő és vállalkozó David Wickins, a világ egyik legnagyobb jármű-újraértékesítésével foglalkozó vállalat, a British Car Auctions (BAC) alapítója beleegyezett abba, hogy ő foglalja el a vezérigazgatói széket. Wickins végül 29%-os tulajdonrészt szerzett a Group Lotusban a BCA-val közvetve, illetve magánszemélyként közvetlenül, és megegyezésre törekedett az Inland Revenue-vel, mely során új befektetőket szerzett a Lotusnak. Így szerzett a Schroeder-Wagg kereskedelmi bank 14%-ot, a Michael Aschroft bermudai vállalata, a Benor 14%-ot, Sir Anthony Bamford a JCB-től 12%-os részesedést a vállalatban. Azzal, hogy Wickinsnek sikerült a mélyponton lévő Lotust megmentenie a teljes csődtől, kiérdemelte, hogy „A Lotus megmentője”-ként emlegessék.

### Nemzetközi tulajdonosi kör
1985-re a brit tulajdonosok belátták, hogy nem tudják nyereségesen üzemeltetni a Lotust, így 1986 januárjában Wickins a Lotus Group részvényeinek többségét (saját és a felügyelt részvényeket egyaránt), valamint az észak-amerikai LPCI egészét eladta a General Motorsnak. Négy hónappal később a Group Lotusban még mindig jelen lévő Toyota is megvált a részvényeitől a GM javára. 1986. októberére a GM 91%-os részesedést szerzett a vállalatban 22,7 millió font értékben, ami lehetővé tette nekik, hogy legálisan felvásárolják a maradék részvényeket, kizárólagos tulajdonossá lépve elő.
1993. augusztus 27-én a General Motors eladta a Lotust a luxemburgi székhelyű A.C.B.N. Holdings S.A-nak, mely az olasz üzletember, Romano Artioli irányítása alatt állt, aki a Bugatti Automobili SpA-t is birtokolta.

## Vállalati felépítés
A jelenlegi Group Lotus plc (public limited company) két részre oszlik, a Lotus Cars-ra és a Lotus Engineering-re.
A sportautó-gyártás mellett a vállalat mérnöki tanácsadással is foglalkozik, így sok mérnöki fejlesztést – különösen a felfüggesztések terén – tesz elérhetővé a többi autógyártó számára. A Lotus erőátviteli részlege felelős a négyhengeres Ecotec motorok tervezéséért és fejlesztéséért, ami számtalan, a General Motorshoz tartozó autóban megtalálható (Vauxhall, Opel, Saab, Chevrolet és Saturn). A Lotus Elise és Exige modellek a Toyota 1.8L VVTL-i I4 motorját használták, amit a Toyota korábban a Celica GT-S-be épített. Az új Exige azonban már V6-os motort használ, ugyanolyat, mint az Evora, jelenleg viszont nem kapható az USA-ban közúti autóként.
Michael Kimberley, aki a 70-es években volt a Lotus meghatározó egyénisége visszatért a vállalathoz 2006 májusában, mint ügyvezető vezérigazgató. Ő volt az elnöke továbbá a 2006. februárjában létrehozott Lotus Group International Limited (továbbiakban LGIL) Végrehajtó Bizottságának, Syed Zainal Abidinnal (a Proton Holdings Berhad vezérigazgatója) és Badrul Feisallal (a Proton Holdings Berhad igazgatótanácsi tagja) egyetemben, így lett az LGIL a Lotus Group plc. holdingtársasága.
Kimberley 2009. július 17-én vonult vissza az ügyvezető igazgatói posztról, őt 2009. október 1-én váltotta Dany Bahar, a Ferrari korábbi kereskedelmi elnöke. Bahar célja leginkább az volt, hogy a Lotus a luxusautók piacán terjeszkedjen, ami távol állt a vállalat hagyományaitól, amik a könnyű, jól vezethető sportautókra épültek.
Bahart végül felmentették az igazgatói posztból 2012. május 25-én, magatartása miatt kivizsgálást is kezdeményeztek. A Lotus végül 2012 június 7-én jelentette be Bahar munkaviszonyának megszűntét és Aslam Farikullah kinevezését új vezérigazgatónak. A korábbi nagyratörő terveket új modellek bevezetéséről végül törölték.